# Чирянка бразильська
Чирянка бразильська (Amazonetta brasiliensis) — вид гусеподібних птахів родини качкових (Anatidae). Мешкає в Південній Америці. Це єдиний представник монотипового роду Бразильська чирянка (Amazonetta).

## Опис

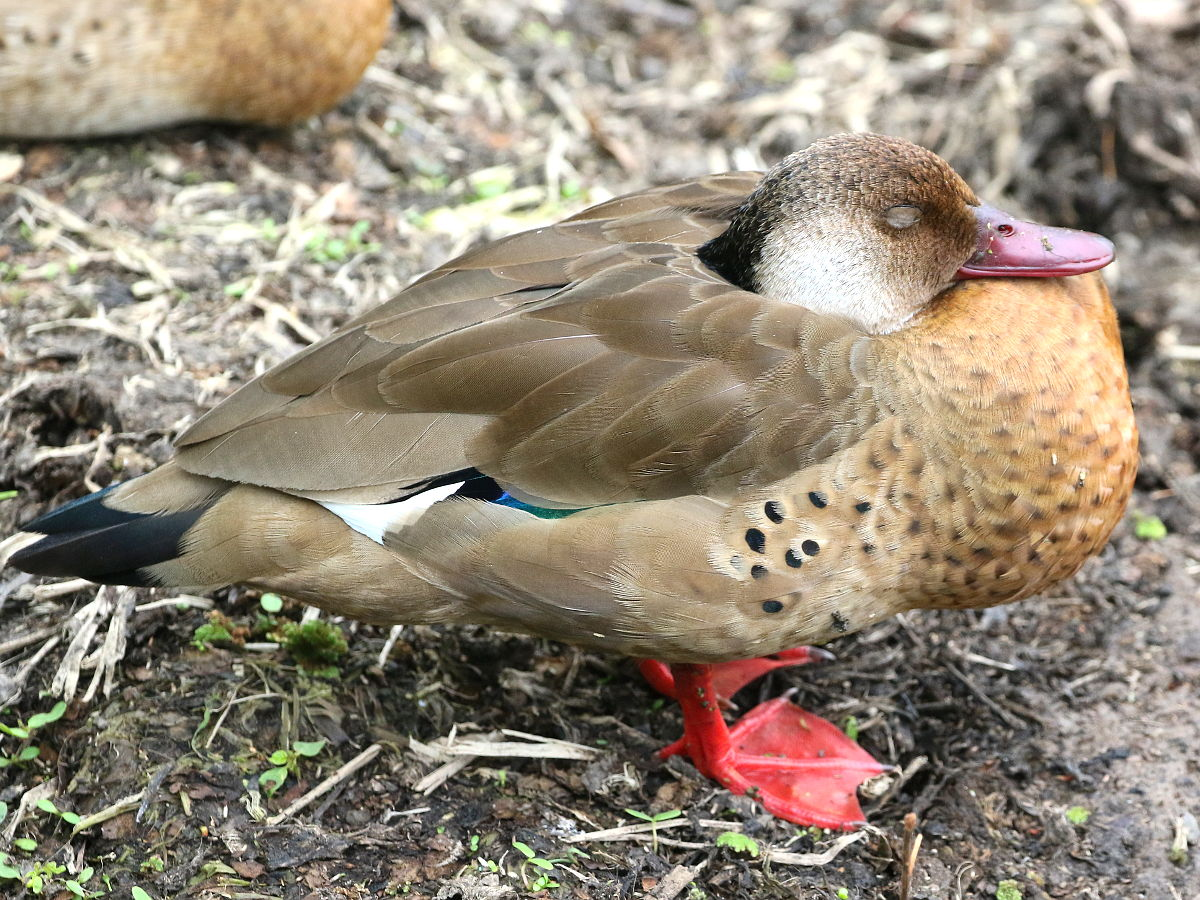
Самець бразильської чирянки

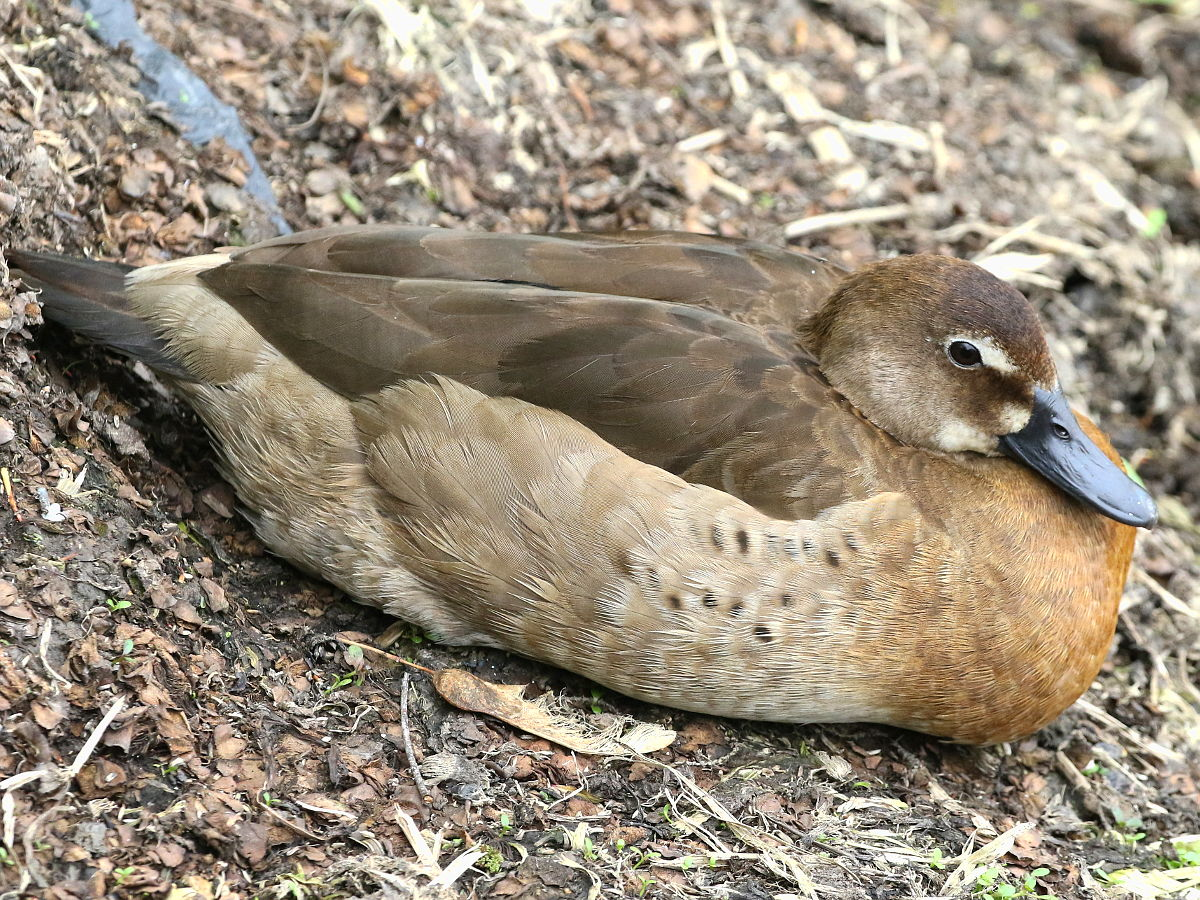
Самиця бразильської чирянки

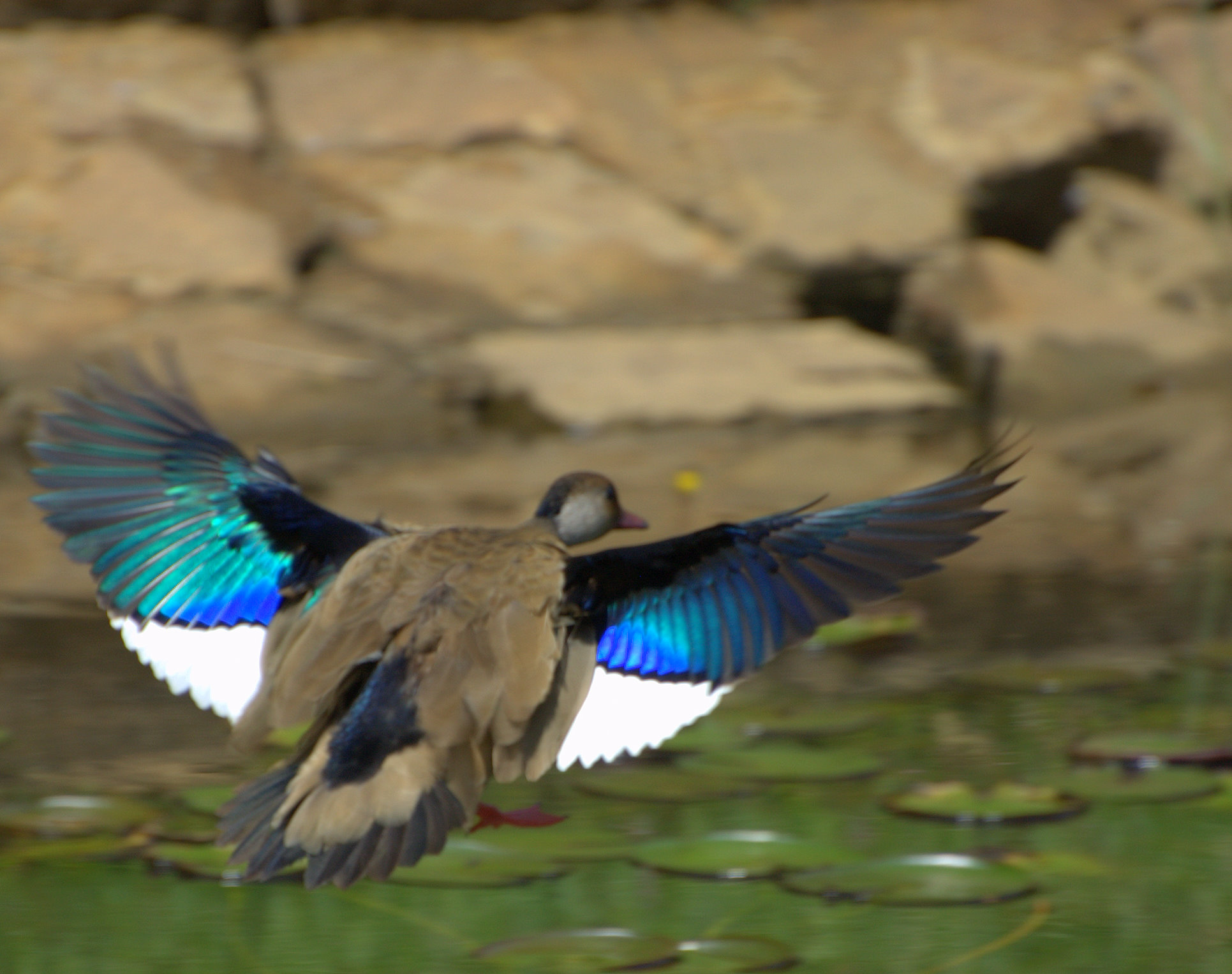
Самець бразильської чирянки в польоті

Довжина птаха становить 35-40 см, вага 350-556 г. Самці мають переважно світло-коричневе забарвлення, верхні покривні пера хвоста у них світло-коричневі, хвіст чорний. Першорядні покривні пера крил фіолетово-синьо-зелені з металевим відблиском, другорядні і третьорядні покривні пера чорні, першорядні махові пера сірувато-коричневі, другорядні і третьорядні махові пера білі. На голові і шиї з боків, за очима, є блідо-сірі плями, на тімені, потилиці і задній частині шиї є темна пляма. Очі чорні, дзьоб червоний, лапи червонувато-оранжеві. 
Самиці є дещо меншими за самців, світлі плями на голові і шиї з боків у них відсутні, над очима у них є білуваті "брови", на обличчі світлі плями, дзьоб сірий, лапи тьмяно-червоні. Молоді птахи мають світліше забарвлення, ніж у дорослих птахів. У пташенят очі темно-карі, дзьоб коричнювато-роговий, лапи оранжево-червоні. Верхні частина тіла у них чорнувато-коричнева, обличчя і нижня частина тіла золотисто-жовті або жовтуваті. У молодих самців дзьоб набуває червоного забарлення у віці 28 днів. 
Представники підвиду A. b. ipecutiri є більшими за представників номінативного підвиду, їх вага становить 565-623 г

## Підвиди
Виділяють два підвиди:
- A. b. brasiliensis (Gmelin, JF, 1789) — від східної Колумбії і Венесуели до східної Бразилії;
- A. b. ipecutiri (Vieillot, 1816) — від східної Болівії до південної Бразилії, Аргентини і Уругвая.

## Поширення і екологія
Бразильські чирянки широко поширені в Південній Америці на схід від Анд. Вони живуть на берегах прісноводних водойм, густо порослих рослинністю, подалі від морського узбережжя. Зустрічаються парами або невеликими зграйками, на висоті до 1200 м над рівнем моря. Живляться водною рослинністю, яку збирають на мілководді, насінням і корневищами, а також комахами. Розмножуються протягом всього року. Птахи будують гнізда в прибережній рослинності або споруджують плавучі гнізда. В кладці від 8 до 12 яєць. Інкубаційний період триває 23-28 днів, насиджують лише самиці. За пташенятами доглядають і самиці, і самці, годують їх комахами. Тривалість життя бразильських чирянок в дикій природі становить 10 років.

## Збереження
МСОП класифікує цей вид як такий, що не потребує особливих заходів зі збереження. За оцінками дослідників, популяція андійських качок становить від 13 до 23 тисяч птахів.